# Джеймс Реймер
Джеймс Реймер (англ. James Reimer; 15 березня 1988, м. Арборг, Канада) — канадський хокеїст, воротар. Виступає за «Кароліна Гаррікейнс» у Національній хокейній лізі.
Виступав за «Ред-Дір Ребелс» (ЗХЛ), «Редінг Роялс» (ECHL), «Саут-Кароліна Стінгрейс» (ECHL), «Торонто Марліз» (АХЛ), «Торонто Мейпл-Ліфс» (НХЛ).
В чемпіонатах НХЛ — 43 матчі.
У складі національної збірної Канади учасник чемпіонату світу 2011 (4 матчі).